# Risfältskonst
Risfältskonst (田んぼアート tambo āto) är en konstform som har sitt ursprung i Japan där människor planterar ris av olika sorter och färger för att skapa gigantiska bilder på ett risfält.

## Bildgalleri

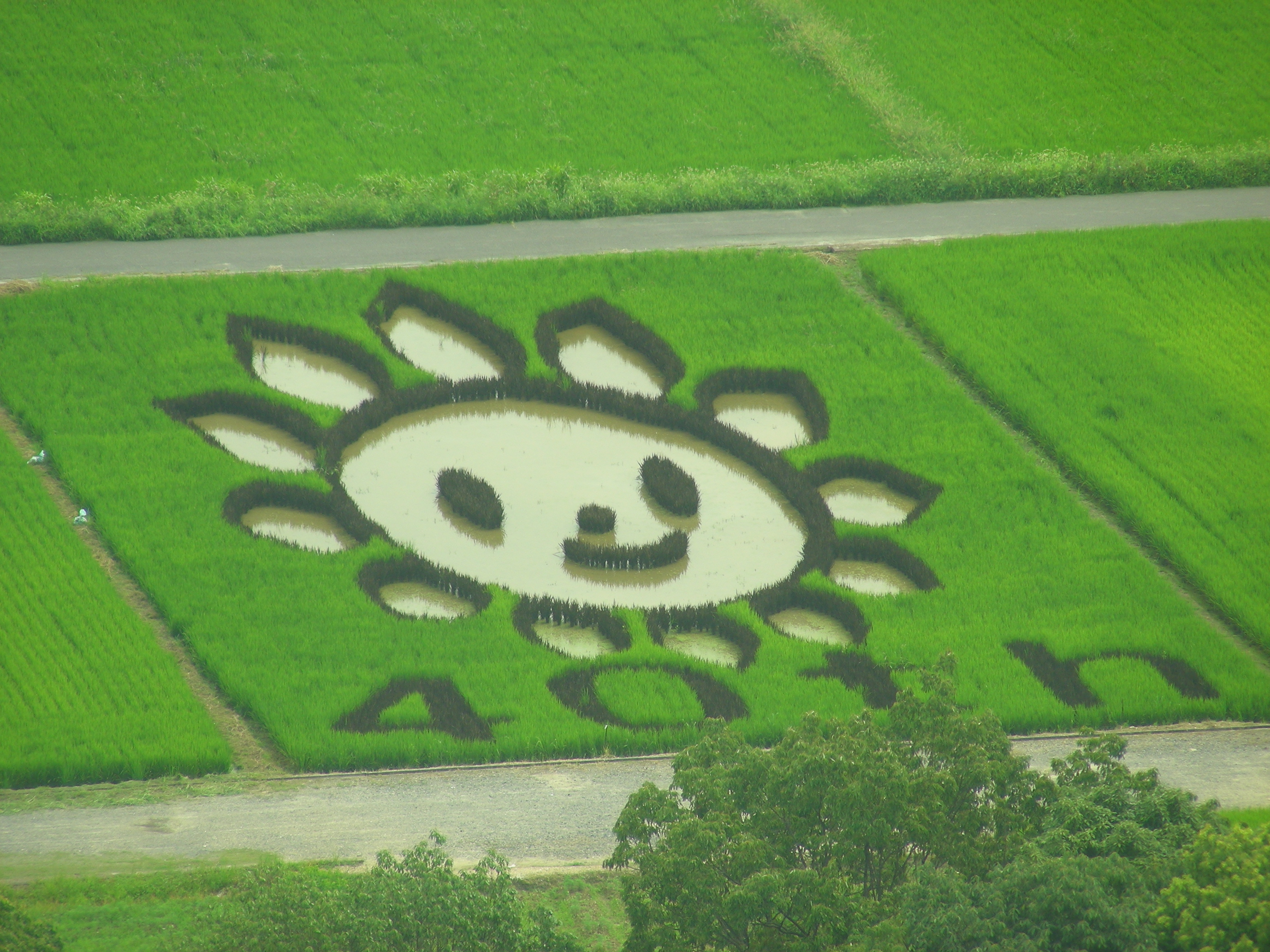
Japansk risfältskonst.
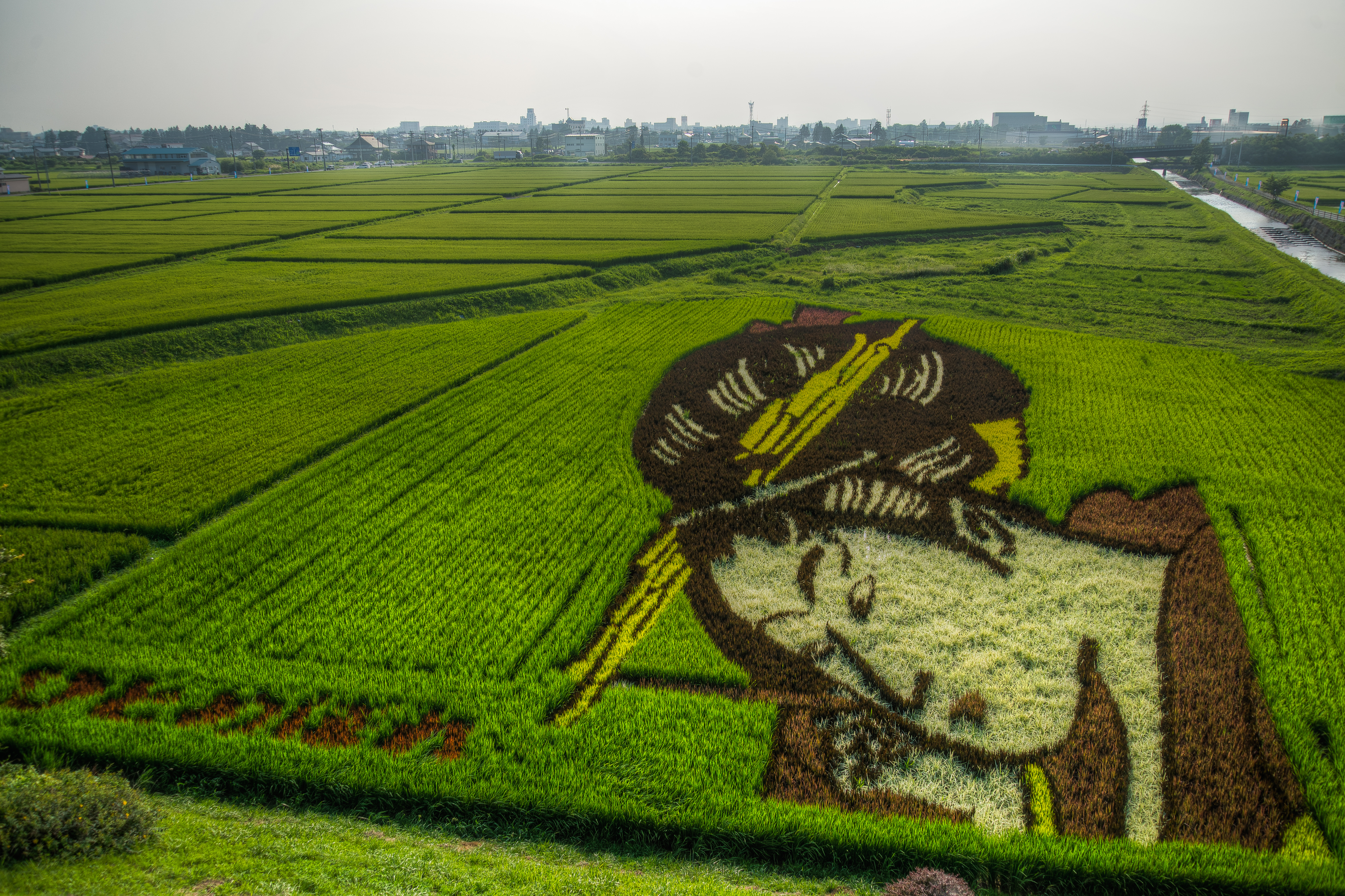
Japansk risfältskonst.
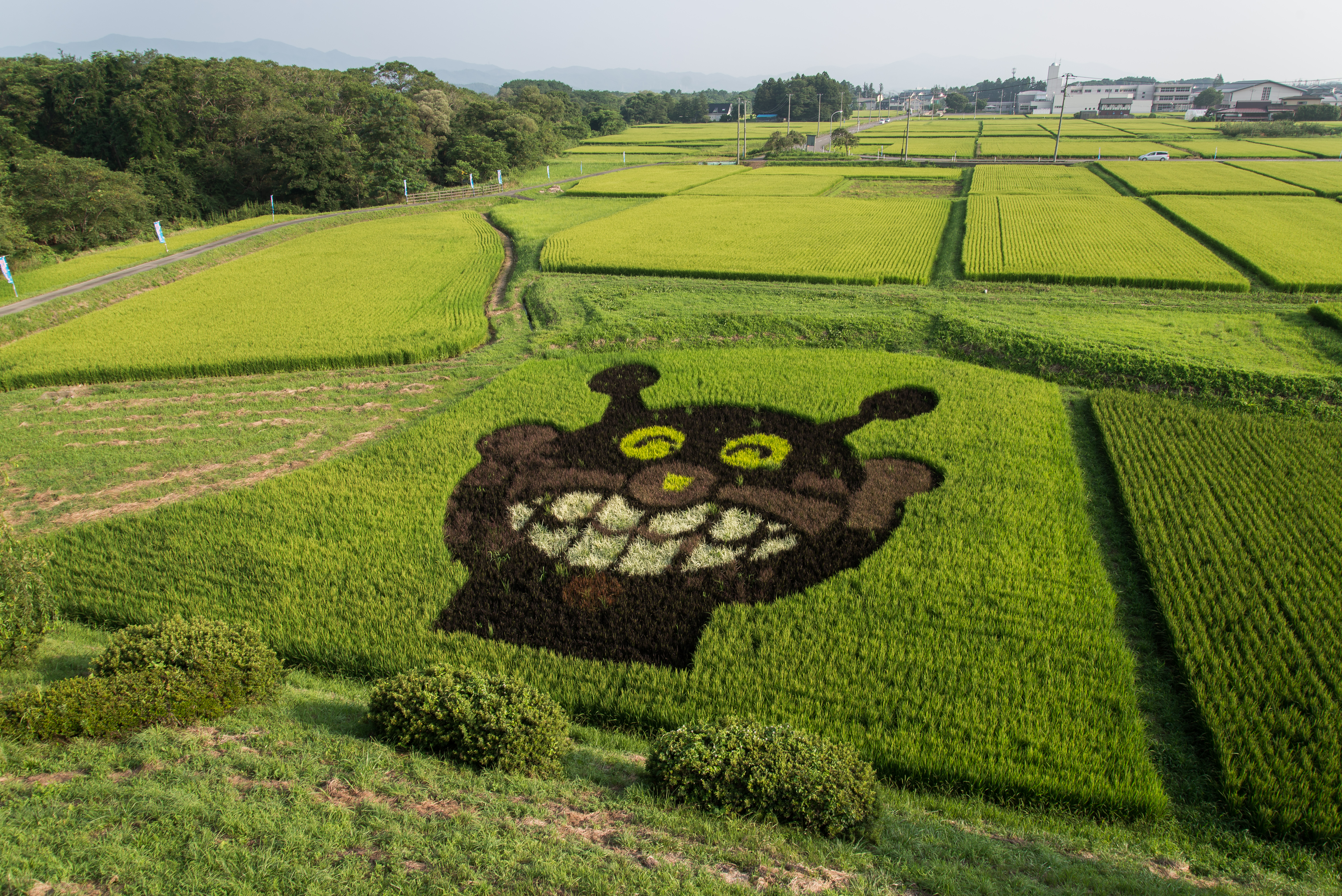
Japansk risfältskonst.
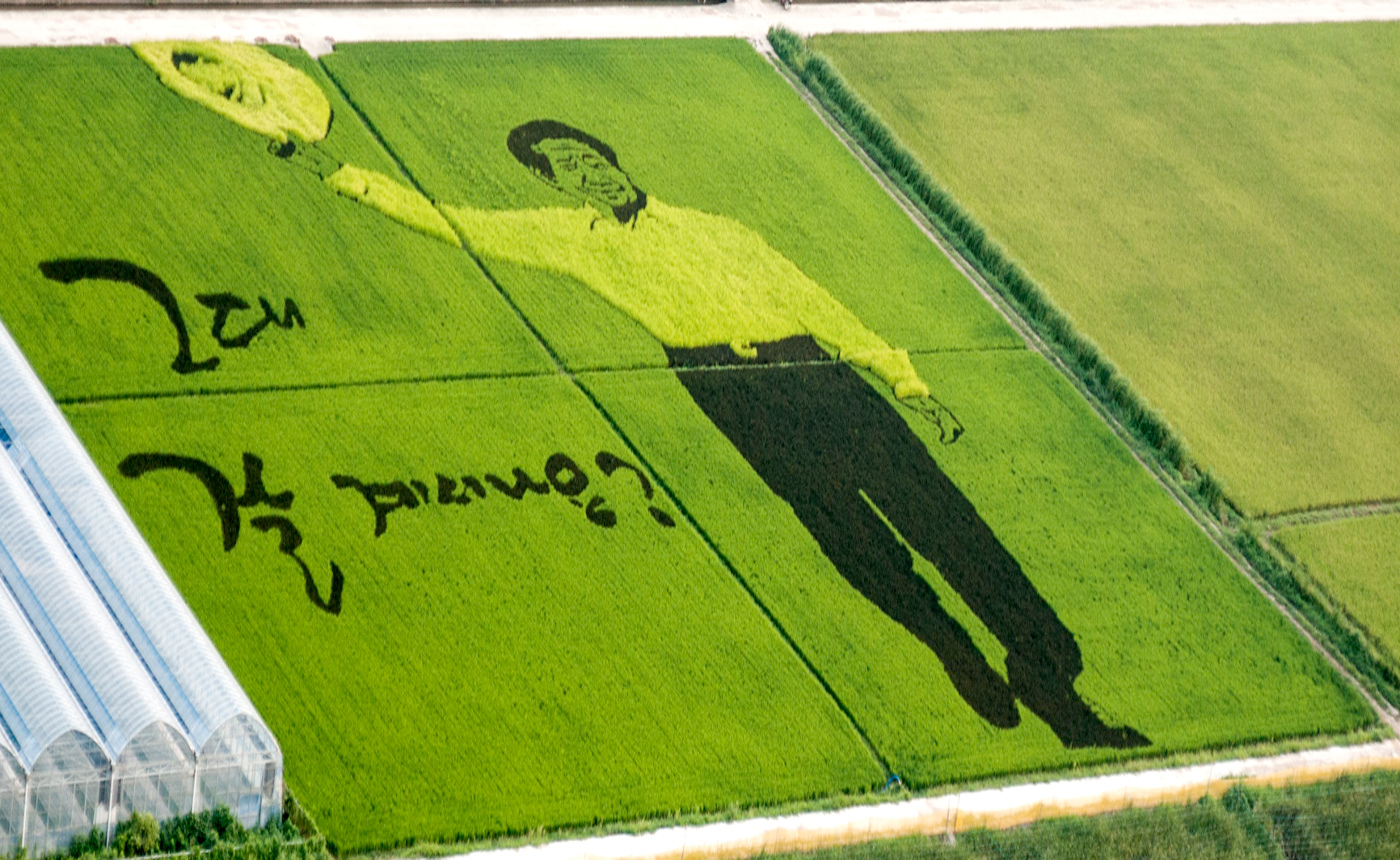
Sydkoreansk risfältskonst.
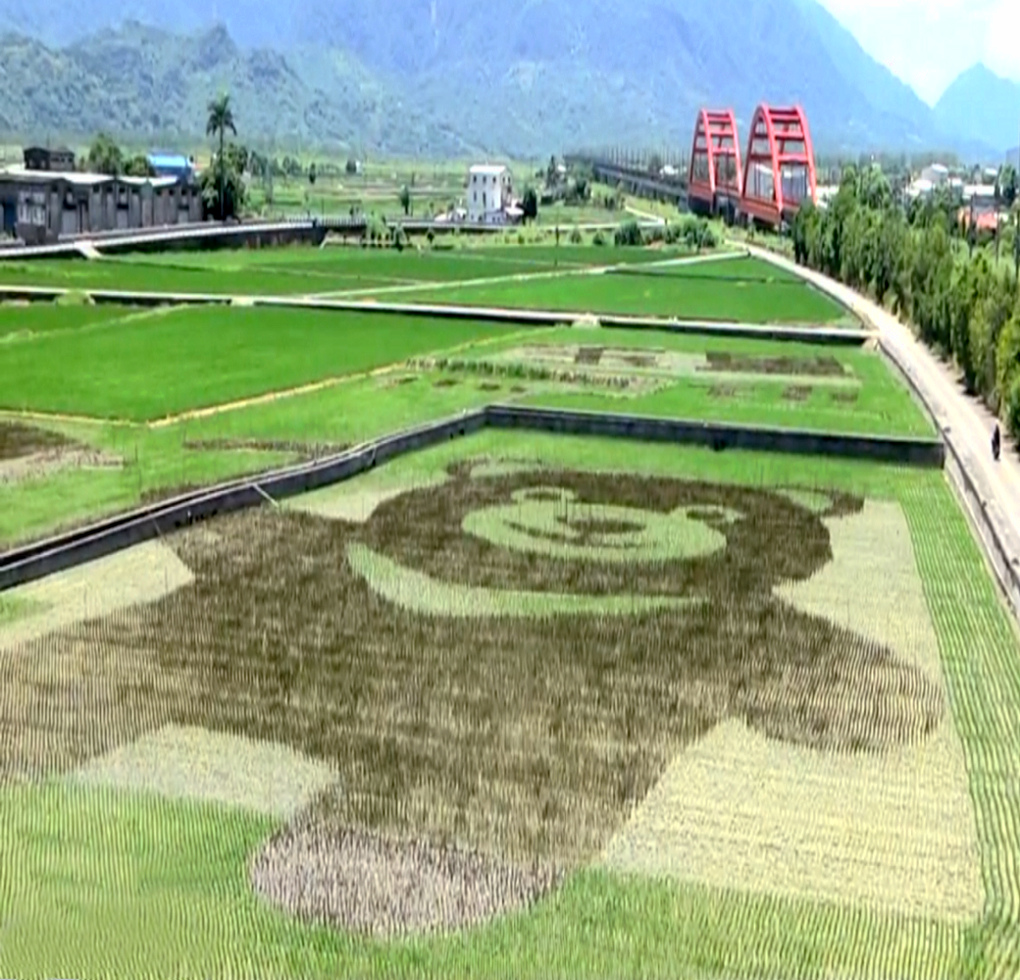
Taiwanesisk risfältskonst.
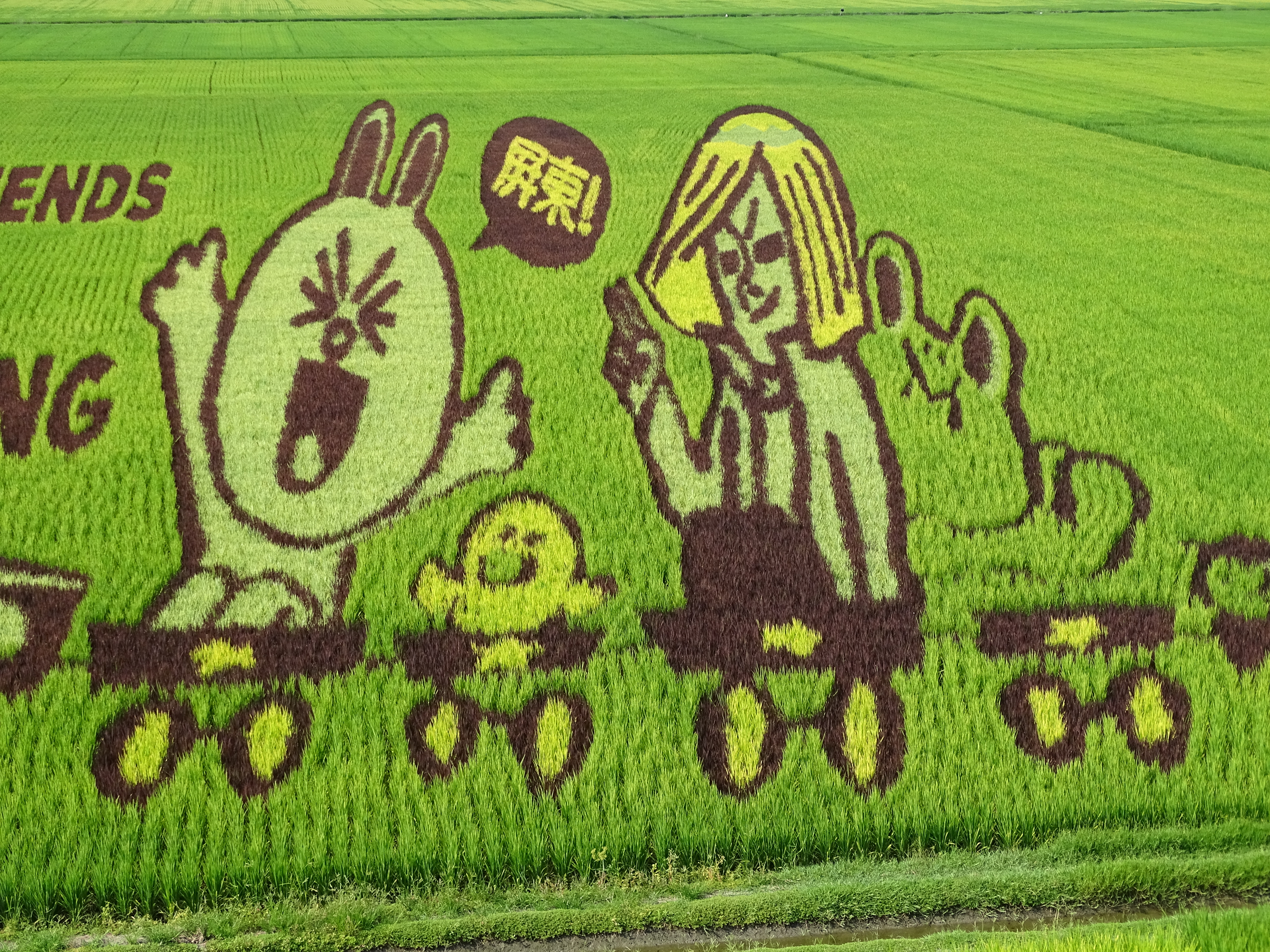
Taiwanesisk risfältskonst.